# Fetia Api
Le Fetia Api (en français : « Nouvelle étoile ») était un parti politique de la Polynésie française, proche du Nouveau Centre en France métropolitaine, avec lequel il a conclu un accord d'association.
Existant de 1996 à 2016, il a plaidé pour l'autonomie de la Polynésie française. Le parti était dirigé par Boris Léontieff, ancien maire d'Arue depuis 1989, puis dirigé par Philip Schyle après 2002.
La fête était autrefois l'une des plus anciennes de Polynésie française, s'étalant sur plus de 20 ans. À l'origine, le parti a d'abord été associé au parti français de l'Union pour la démocratie française (UDF), mais en 2007, il faisait partie des dissidents qui se sont séparés de l'UDF et ont créé le Nouveau Centre (NC). Philip Schyle a été élu ministre des Affaires étrangères du NC et Fetia Api a aidé avec des contributions financières publiques,,.
En 2016, le parti a été dissous, les membres faisant partie du nouveau parti Tapura Huiraatira (TAPURA).

## Historique
Boris Léontieff, maire d'Arue depuis 1989, est le chef du parti Fetia Api.
Élections territoriales de 1996 en Polynésie française: Boris Léontieff élu à l'Assemblée de Polynésie française, et le parti remporte 1 siège.
Lors des élections territoriales de 2001, 7 membres ont été élus,.
| Nom du Candidat                          | Circonscription électorale |
| ---------------------------------------- | -------------------------- |
| Boris Léontieff                          | Îles du Vent               |
| Thilda Fuller                            | Îles du Vent               |
| Antonio Pérez                            | Îles du Vent               |
| Arsen Tuairau                            | Îles du Vent               |
| Marie-Laure Vanizette                    | Îles du Vent               |
| Pierre Amiot                             | Îles Sous-le-vent          |
| Lucien Kimitete ( Te Henua Enana Kotoa ) | Îles Marquises             |

Le 24 mai 2002, un avion léger transportant le chef du parti Boris Léontieff, des responsables de Lucien Kimitete et d'Arsen Tuairau, et le candidat suppléant Ferfine Besseyre, disparaît lors d'un vol à destination de Makemo dans les Tuamotu,. Le gouvernement colonial français a refusé de retarder les élections.
Philip Schyle est élu président du parti Fetia Api.
Aux élections de 2004, le parti s'est disputé avec sa propre liste remportant un siège dans les îles du Vent, élisant Philip Schyle,. Le parti faisait également partie de la coalition Tapura Amui No Te Faatereraa Manahune – Tuhaa Pae lors de cette élection pour les sièges des îles Australes, ainsi que de la coalition Tapura Amui no Raromatai pour les îles Sous-le-Vent. Pour les îles Sous-le-Vent, c'est Patricia Jennings-Pahio du parti qui est élue.
À la suite des élections de 2004, le parti a tenu l'équilibre du pouvoir, et s'est rangé du côté du chef indépendantiste Oscar Temaru. Dans le gouvernement de 10 membres, deux membres de Fetia Api ont été élus. Il s'agit de Marie-Laure Vanizette et Francis Stein.
Antonio Perez dissident pour créer le parti rival Te Avei'a.
À la suite de l'effondrement du gouvernement de Temaru, le parti s'est uni à Nicole Bouteau pour contester les élections partielles de la Polynésie française de 2005 en tant qu'Alliance pour une nouvelle démocratie (ADN), le président du parti Philip Schyle étant réélu dans la circonscription des îles du Vent,,. Le parti n'a pas rejoint le gouvernement Temaru ultérieur.
En 2006, le chef du parti, Philip Schyle, est élu président de l'Assemblée de la Polynésie française avec le soutien surprise de Tahoeraa par 29 voix contre 28 au président sortant Tony Geros (UPLD - Tavini ),.  Il a été élu pour un second mandat en 2009.
En 2007, le chef du parti Philip Schyle a été nommé ministre des Affaires étrangères du parti français Nouveau Centre (NC),,.
Aux élections législatives de juin 2007, il a présenté deux candidates:
- circ. Ouest: Thilda Fuller — affiliée Union pour la démocratie française —, élue à l'Assemblée de la Polynésie française;
- circ. Est: Henriette Kamia, investie officiellement par le MoDem.

Lors des élections de 2008, le parti s'est présenté sur une liste commune avec O Porinetia To Tatou Ai'a et d'autres petits partis autonomistes appelés To Tātou 'Ai'a (Patrie pour nous tous).
En vertu du décret no 2008-465 fixant les montants des fonds publics attribués aux partis politiques au titre de l'année 2008, le Fetia Api a perçu 1 023 326,71 euros dont il n'a conservé que 20 000 euros pour son propre fonctionnement. Le reste du financement a été reversé au Nouveau Centre dans le cadre de l'accord d'association qui lie les deux formations. Au total, 23 parlementaires métropolitains du Nouveau Centre (18 députés et 5 sénateurs) ont déclaré leur rattachement à ce parti.
En vertu du décret pour l'année 2009, le Fetia Api va percevoir la somme de 1 408 157,51 euros pour les 32 parlementaires (+ 9, 22 députés et 10 sénateurs) qui ont déclaré leur rattachement. Pour ses deux candidates aux législatives et 1 021 voix, il continue de percevoir la somme de 856,58 euros.
En 2012, Philip Schyle et donc le parti Fetia Api deviennent membres de l'éphémère coalition Rassemblement pour une alternative progressiste (RAP).
En avril 2013, en vue de l'élection des représentants à l'Assemblée de la Polynésie française de 2013, il participe au congrès fondateur d'A Ti'a Porinetia.
En 2016, le parti a été dissous, les membres faisant partie du nouveau parti Tapura Huiraatira (TAPURA).